# 蔣旻正
蔣旻正（英語：Solomon Chiang Man-ching，1991年10月8日—），前任香港北區區議會鳳翠區議員，香港中文大學文學系文學碩士，遵理學校首席中國語文及中國文學科導師，同時擔任遵理日校科主任，前林溢欣星級學術團隊成員。2019年參與區議會選舉，並在北區區議會鳳翠選區參選，競選拉票期間曾遭受襲擊，最終以3,630票擊敗了競逐連任的廖興洪（得2,963票），成為該選區建立以來首位沒有鄉事背景的區議員。已在2021年7月7日辭去區議員一職，並宣布從香港政壇「全身而退」，重新專注於他本來的教育事務之上。

## 在學階段
就讀於 東華三院李嘉誠中學，曾出任校園藝術大使。中學時考獲文科班第一名、中文科第一名 、歷史科第一名，高考中國語文及文化科取得全卷A級。考進香港中文大學，主修中國語言及文學，副修音樂。及後攻讀香港中文大學中國語言及文學系文學碩士。在學兩年，連續兩年獲學部頒發「文學碩士獎學金」；曾獲得學期GPA 4.0 (Term GPA)滿分，同時在「講論會」（碩士畢業論文）獲評A級。
畢業後，加盟遵理學校，出任林溢欣中文學術團隊成員導師。蔣旻正在粵語研究領域備受肯定，曾與語言專家歐陽偉豪就粵語研究主題討論。

## 參選2019年北區區議會鳳翠區選舉
他於2019年決定參選北區區議會選舉，以挑戰建制鄉事勢力。

### 遭受死亡恐嚇
2019年11月16日，蔣旻正以候選人身分擺快閃擺街站時，被兩名兇徒推倒拳打腳踢襲擊，恐嚇「如果選到就打X死你！」。事件進—步引發社會討論是次區議會選舉公平性的問題。立法會議員張超雄於11月21日立法會會議中提及其受襲一事。受襲後，蔣旻正表示不會退選，絕不向惡勢力低頭，會堅持到底，全力以赴，誓不退縮。

### 成功當選
11月24日，蔣旻正以3,630票擊敗了競逐連任的廖興洪（得2,963票），現場數十名巿民在公布結果後熱烈鼓掌歡呼，部分更一度感動落淚，成為該選區建立以來首位沒有鄉事背景的區議員。

## 為因被捕人士提供學術支援
蔣旻正利用區議員公務探訪的形式，向DSE考生，提供學術支援。成功將自製教材帶給多名學生，並利用探訪時間為他們補習。蔣旻正為被捕人士想盡辦法準備DSE，包括以睇劇集估算時間，以解決獄中沒有時鐘，未能計時操卷之問題。
此事後來經立場新聞報導，題為「一個補習名師，探監為還柙考生送筆記」，此報導亦為該報【最崎嶇的中六】專題系統報導之最後一篇。

## 處理粉嶺暉明邨用作新冠肺炎隔離營
2020年，新型冠狀病毒疫情肆虐，2020年1月26日，傳出政府擬徵用粉嶺未入伙屋邨暉明邨用作新冠肺炎隔離營的消息，引致大批華明邨和周邊街坊反對，上街堵路，情況混亂。蔣旻正以區議員身份到場協助處理，他向傳媒解釋：附近的居民發現有貨車漏夜將床及毛巾等日常用品搬入邨，街坊質疑政府欲「快刀斬亂麻」啟用隔離營。巿民不滿在於政府未有封關打算，不嘗試阻截病毒源頭，卻在沒有諮詢北區區議會、北區民政事務處以及街坊的情況，便執意使用非常接近多所學校和民居的暉明邨作隔離營。他亦解釋有街坊輪候公屋等近10年才有望有上樓，如今屋邨卻用作隔離，自然有被出賣感覺。後來，暉明邨的升降機被燒毀，政府擱置徵用暉明邨的決定。

## 跟進新型冠狀病毒疫情下DSE安排
他自製中文科練習卷，並免費供應給全港考生。
他在接受ViuTV《今日疫情》訪問中透露，曾經向區議會提出邀請應屆DSE考生代表在區議會上發言，受到對方拒絕，他表示非常失望。他呼籲中學生團體積極發聲，並促請考評局真正聆聽考生的真正想法。
2020年5月4日文憑試中文科延期後開考，他向北區區議會社區建設及環境改善委員會告假，原因是需要以自修生身分應考香港中學文憑考試，以親身感受考生心情，以及視察疫情下考試安排，以便向局方反映意見。其告假申請獲得委員會批准，成為首位因為應考文憑試而告假區議會會議之區議員。

## 全港性免費中文科模擬考試及「和你改」
蔣旻正於2020年中文科開考前，上載免費中文科模擬試卷，供全港考生操練。並與學生組織北區中學生陣線合作，組織中文科教育工作者為應屆DSE考生「和你改」，批改寫作及綜合卷。

## 參選2020年立法會教育界選舉
蔣旻正曾參選2020年立法會教育界選舉。同屆參選人還有鄧飛及葉建源。

該屆立法會選舉因疫情取消。

## 處理北區足球隊授權
港甲球隊北區足球會向北區區議會申請撥款，由地區設施及文娛康樂委會員決定撥款批核，蔣旻正為該委員會主席。事前北區足球會秘書長，前北區區議會議員（於2019年北區區議會選舉落選）姚銘先接受文匯報訪問，批評現屆區議會處理地區足球資助只是「笑話」、「鬧劇」。會議中，不少議員表示應改革北區足球會中委員的比例，最少一半是區議員，以監察有否善用公帑。
北區足球會在會議前有與區議員溝通，區議員曾向球會代表提出議員監察的問題，球會舉例指姚銘是其委員，但蔣旻正直指姚銘並非現任區議員，已不能代表北區的民意。新同盟陳惠達指，議員已清晰表達區議會希望加強與地區團體的溝通，商討互相合作的發展空間，北區足球會秘書長卻單方面在傳媒面前批評北區區議會的行為，是「反咬一口」，破壞溝通基礎。民主黨陳旭明在會上建議即時表決，但不少議員表示應該等候北區足球會就議員監察的要求作出正式回覆後才決定。經過一番爭議，蔣旻正指出「由於有委員清晰指出北區足球會的回覆將會影響其投票意向，現階段實不適宜作表決。」於是押後票決，並去信北區足球會要求澄清就是否接受議員監察的取態。

## 跟進新冠肺炎下北區學校疫情情況
在疫情中，跟進多所北區學校疫情況。於2020年6月16日，他指出在北區跨境學童復課後，收到同學通知，指粉嶺宣道會陳朱素華紀念中學學生出現發燒情況。校方隨即解釋，發燒學童並無返校，該校有22名跨境生，6位請假，當中3人報稱發燒，回校的15名跨境生並沒有發燒。

其後他又跟進北區鳳溪創新小學老師懷疑與新冠肺炎患者接觸的情況。蔣旻正引述校方停課及校舍開放安排，並要求校舍和校巴公司全面消毒。

## 提倡保留北區鄉村學校
2021年5月13日，蔣旻正於明報撰文，題為「善用北區校網優勢 發揮村校多元特色」。提出北區有不少村校環境優美，對學童來說是很好的選擇。在新界東北發展計劃下，將會有大批居民遷到古洞，故應該保留附近村校，以供居民選擇，而不是現在殺校，然後又在發展區興建全新的小學。他以「我們期望教育局增加派位政策透明度，以公平的原則對待村校」作結，暗示現在教育局派位政策欠透明度，偏重巿校，對村校並不公平。

## 跟進上水鳳翠區周邊環境問題

### 處理黃油髒水渠
2021年5月3日，蔣旻正指出上水鳳南路近翠麗花園西閘對開一條雨水渠，長期發出臭味，他要求相關部門研究進行渠道工程，增加水渠的渠底高度，與出水口的高度並排，以便暢通出水，避免污水累積，並徹查及根治臭味來源。

### 跟進木棉樹落花和棉絮
翠麗花園附近在四十多棵木棉樹，蔣旻正於2021年5月13日表示過往康文署曾派人摘去木棉花的果實，以改善落花和棉絮過量的問題，但這種逼木棉「絕育」的方式為外界所非議。蔣旻正指康文署近年以「保育」為原則，未見到再有破壞木棉樹的措施，反而加緊派食環署工人頻密掃走棉絮，推斷今年亦襲承往年做法，協助清理路上或停車場的落花和棉絮。

### 跟進赤星樁象問題
大量赤星樁象於上水區出現，蔣旻正要求政府跟進，並向巿民灌輸正確處理的方法。此事引起媒體報導，蔣旻正就此事接受〈香港01〉及東張西望訪問。

## 著作獲得香港出版雙年獎
蔣旻正著作《典範︰從十二篇範文說起的故事》獲得第三屆香港出版雙年獎語文學習出版獎。

## 「全身而退」香港政壇，專注教學工作
於2021年7月7日辭任北區區議會議員一職。結束議員辦事處後把商鋪交還業主，並宣布從香港政壇「全身而退」，重新專注於他本來的教育事務之上。他其後退出林溢欣學術團隊，並繼續於遵理學校任教。

## 軼事
蔣旻正能演奏色士風，曾跟隨葛萊美獎得主Branford Marsalis（布藍佛馬沙利斯）學師。2020年文憑試開考前夕，教育局局長楊潤雄以鄧麗君1983年歌曲漫步人生路勉勵考生，蔣旻正於個人社交網站利用色士風演奏此曲，代局長把樂曲「介紹」給年青人。

## 著作
- 2015年 林溢欣、蔣旻正、謝廷樞：《文言字詞深化練習匯編》【青桐社】[39]
- 2019年 蔣旻正：《典範：從十二篇範文說起的故事》【藝文青出版社】[40]
- 2021年 蔣旻正：《文言新語》【溢智發展有限公司】[41]

## 學術論文
- 2015年 蔣旻正：〈粵語“好”的一些語言特點〉[42]。載於《中國語文通訊》第94卷 第2期。
- 2018年 蔣旻正：〈粵語“唔好”反問句初探〉[11]。載於《中國語文通訊》第97卷 第1期。

## 演出作品

### 資訊節目（ViuTV）
- 2020年：今日疫情 〈第四十八集：病毒測試解碼／關注DSE考生〉 嘉賓

### 資訊節目（TVB）
- 2021年：東張西望  〈紅色蟲蟲全面殺入社區〉 嘉賓

## 資料來源
1. ↑  . 遵理學校網頁.   [2019-12-13]. （原始内容存档于2019-12-13）.
2. ↑  . 蘋果日報. 2019-11-16  [2019-12-13]. （原始内容存档于2019-12-13）.
3. ↑  黃廸雯. . 香港01. 2019-11-16  [2019-12-13]. （原始内容存档于2019-12-13）.
4. ↑  . 明報. 2019-11-17  [2019-12-13]. （原始内容存档于2019-11-17）.
5. 1 2  . 蘋果日報. 2019-11-25  [2019-12-13]. （原始内容存档于2019-12-13）.
6. 1 2  . 明報. 2021-08-28  [2021-08-28]. （原始内容存档于2021-08-31）.
7. ↑  .   [2019-12-13]. （原始内容存档于2019-12-13）.
8. ↑   (PDF).   [2020-04-10]. （原始内容存档 (PDF)于2020-04-10）.
9. ↑   (PDF).   [2019-12-13]. （原始内容 (PDF)存档于2019-08-08）.
10. 1 2   (PDF).   [2019-12-13]. （原始内容存档 (PDF)于2019-08-08）.
11. ↑  .   [2022-03-22]. （原始内容存档于2022-05-05）.
12. ↑  . 立場新聞. 2019-10-03  [2020-04-10]. （原始内容存档于2019-10-04）.
13. ↑  . 蘋果日報. 2019-11-17  [2019-12-13]. （原始内容存档于2019-12-13）.
14. ↑   (PDF).   [2020-04-10]. （原始内容存档 (PDF)于2020-04-10）.
15. ↑  . 壹週刊. 2019-11-22  [2020-04-10]. （原始内容存档于2020-04-10）.
16. ↑  . 蘋果日報. 2020-02-24  [2020-04-10]. （原始内容存档于2020-04-10）.
17. ↑  梁天心. . 立場新聞. 2020-04-11  [2020-05-10]. （原始内容存档于2020-05-08）.
18. ↑  . 東方日報. 2020-01-26  [2021-05-11]. （原始内容存档于2020-01-30）.
19. ↑  李八方. . 蘋果日報. 2020-03-20  [2020-04-10]. （原始内容存档于2020-04-10）.
20. ↑  .   [2020-04-10]. （原始内容存档于2020-04-10）.
21. ↑  . 北區區議會. 2021-03-30  [2021-05-17].
22. ↑  [永久]
23. ↑  [永久]
24. ↑  .   [2021-11-19]. （原始内容存档于2021-11-19）.
25. ↑  . 文匯報. 2020-11-09  [2021-05-17]. （原始内容存档于2021-05-17）. 参数|newspaper=与模板{{cite web}}不匹配（建议改用{{cite news}}或|website=） (帮助)
26. ↑  . 獨立媒體 inmediahk.net. 2020-11-10  [2021-05-17]. （原始内容存档于2021-05-17）. 参数|newspaper=与模板{{cite web}}不匹配（建议改用{{cite news}}或|website=） (帮助)
27. ↑   (PDF). 北區區議會.   [2021-05-17]. （原始内容存档 (PDF)于2021-05-17）.
28. ↑  李紫銘. . 香港01. 2020-06-17  [2020-07-22]. （原始内容存档于2021-05-12）.
29. ↑  . 立場新聞. 2020-07-07  [2021-05-11]. （原始内容存档于2020-08-14）. 参数|newspaper=与模板{{cite web}}不匹配（建议改用{{cite news}}或|website=） (帮助)
30. ↑  . 明報. 2021-05-13  [2021-05-15]. （原始内容存档于2021-05-16）. 参数|newspaper=与模板{{cite web}}不匹配（建议改用{{cite news}}或|website=） (帮助)
31. ↑  區禮城. . 香港01. 2021-05-01  [2021-07-22]. （原始内容存档于2021-07-11）.
32. ↑  區禮城. . 香港01. 2021-05-13  [2021-05-15]. （原始内容存档于2021-05-15）. 参数|newspaper=与模板{{cite web}}不匹配（建议改用{{cite news}}或|website=） (帮助)
33. ↑  .   [2021-11-19]. （原始内容存档于2021-11-19）.
34. ↑  .   [2021-11-19]. （原始内容存档于2021-11-19）.
35. ↑  .   [2021-08-15]. （原始内容存档于2021-08-31）.
36. ↑  Bernice Chan. . 南華早報. 2016-04-26  [2019-12-13]. （原始内容存档于2019-08-08）. 参数|newspaper=与模板{{cite web}}不匹配（建议改用{{cite news}}或|website=） (帮助)
37. ↑  [永久]
38. ↑  文言字詞深化練習匯編 / 林溢欣, 蔣旻正, 謝廷樞[著.]
39. ↑  . （原始内容存档于2021-01-19）.
40. ↑  . （原始内容存档于2021-08-31）.
41. ↑   (PDF).   [2019-12-13]. （原始内容存档 (PDF)于2019-08-08）.

## 外部連結
- 蔣旻正的Facebook專頁
- 蔣旻正的Instagram帳戶

| 議會席位      | 議會席位                                             | 議會席位              |
| ------------- | ---------------------------------------------------- | --------------------- |
| 前任： 廖興洪 | 北區區議會 鳳翠選區區議員 2020年1月1日－2021年7月7日 | 繼任： 末任(選區取消) |